# Szczecińska Kolej Metropolitalna

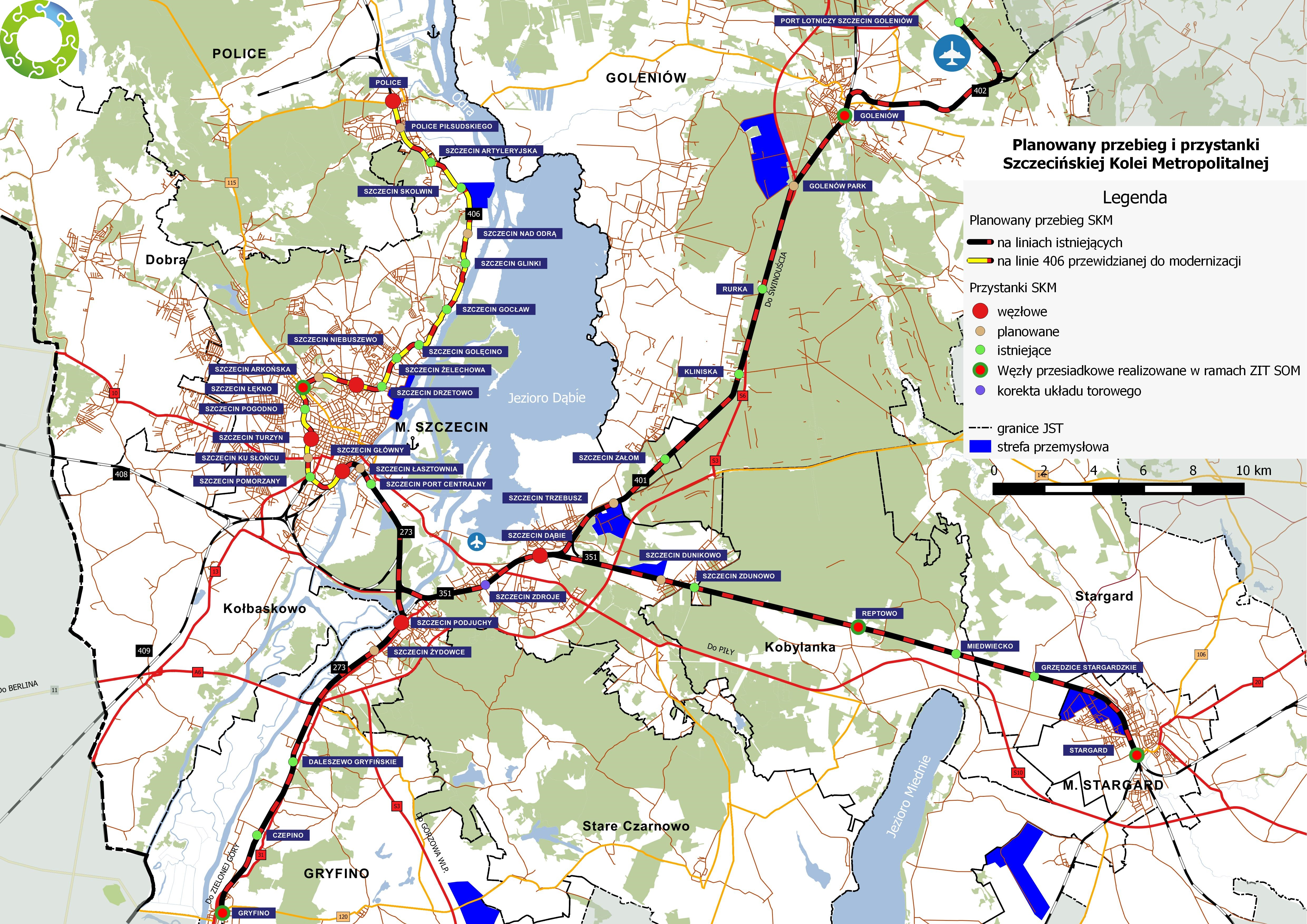
Źródło: Biuro SSOM

Szczecińska Kolej Metropolitalna (SKM) – system szybkiej kolei miejskiej łączący centrum Szczecina (Dworzec Główny) z osiedlami Prawobrzeża, a także Goleniowem, Stargardem i Gryfinem. I etap systemu został uruchomiony 10 marca 2024 r. Docelowo w ramach systemu działać ma również linia do Polic, okalająca szczecińskie Śródmieście; jej otwarcie planowane jest na 2026 rok. System wykorzystuje wcześniej istniejący układ torów kolejowych i stacji wzdłuż linii kolejowych nr 273, 351, 401, 406.

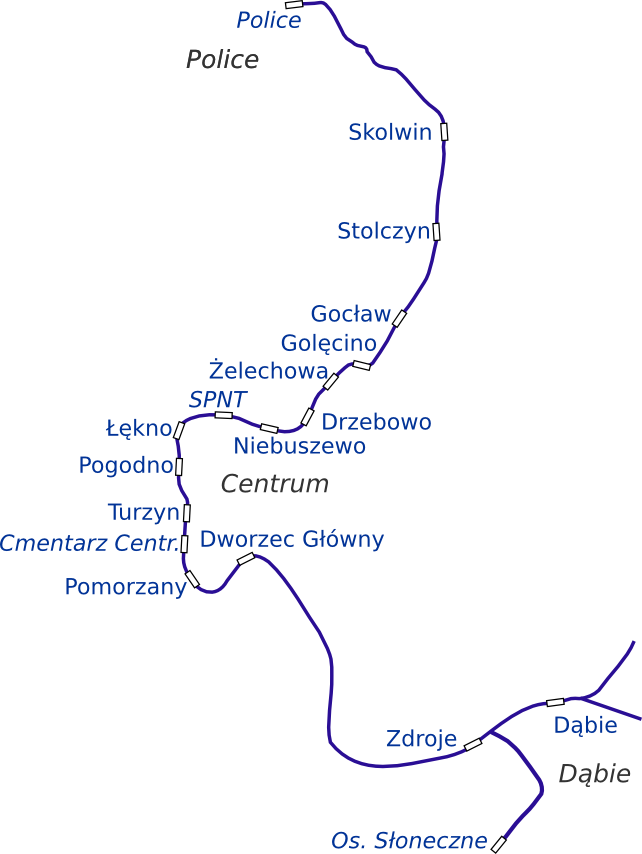
Projekt przebiegu SKM w Szczecinie opracowany przez Stowarzyszenie SENS złożony do UM w Szczecinie wraz z wnioskiem o zlecenie studium wykonalności projektu

W ramach SKM od 1 września 2024 roku wprowadzony został Szczeciński Bilet Metropolitalny, który ma na celu integrację taryfową Szczecina z sąsiadującymi gminami. SBM posiada cztery strefy: A, B, AB oraz AB+.

## Historia

### Lata 70. XX wieku
W latach 70. wykorzystanie istniejących linii kolejowych i ewentualne oddzielenie linii tramwajowych do głębokich wykopów uznano za niewystarczające.
W związku z tym pojawiła się koncepcja budowy systemu szybkiej kolei miejskiej, która posiadałaby również właściwości metra. Firma Transprojekt wytyczyła przebieg trasy, o długości 29,630 km (łącznie z tunelem o długości 3 km), posiadającą 26 stacji. Stację postojową zaplanowano jako Żelechowa I.

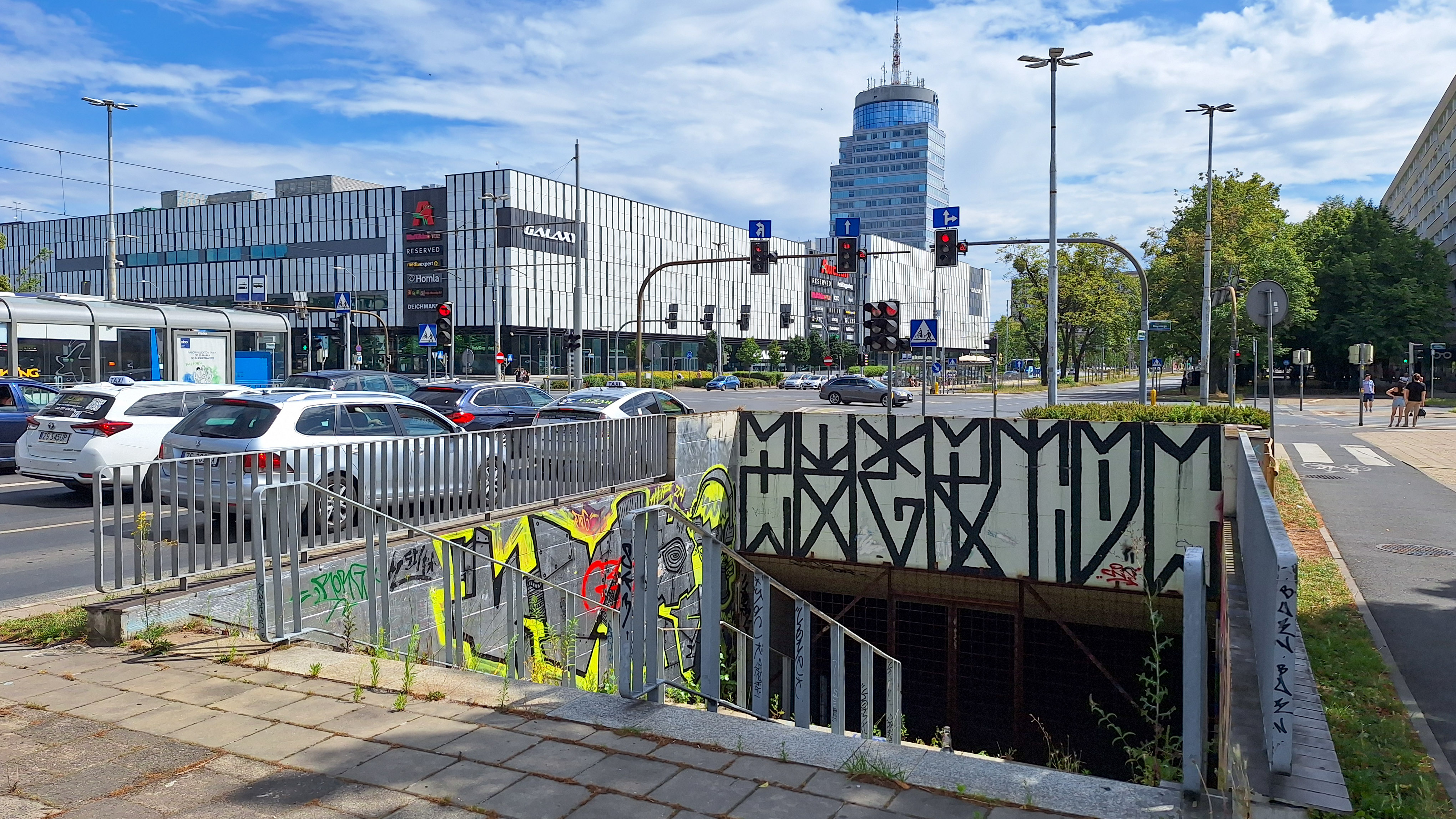
Zejście do nieczynnego przejscia podziemnego pod aleją Wyzwolenia, które pierwotnie mialo prowadzić do stacji Centrum.

Według stanu na rok 1978 trasa będzie w pełni niezależna od sieci PKP, choć są informacje o wariancie wspólnym na odc. Szczecin Główny-Regalica podg. Zakładano również odgałęzienia sieci. Linia miałaby biec od Zakładów Chemicznych, przez Police, następnie łączyłaby się z odgałęzieniem ze stacji Zakłady Chemiczne II, Police Zachodnie i Osiedle Greckie. Następnie przez Mścięcino, Skolwin, Przęsocin III, Przęsocin II, Przęsocin I, Warszewo II, Warszewo I, Żelechową II, Żelechową I, Drzetowo, Stocznię. Po minięciu w linii prostej stacji kolejowej Szczecin Niebuszewo linia schodziłaby pod ziemię. Potem pod aleją Wyzwolenia i aleją Niepodległości, gdzie przy skrzyżowaniu Al. Wyzwolenia i ul. Rayskiego miała powstać stacja Centrum. Obecnie istniejące przejście podziemne w tym miejscu było planowane jako zejście do tej stacji. Kolejna stacja to Brama Portowa. Po minięciu tej stacji linia wychodziłaby na powierzchnię, przed stacją Dworzec Główny. Po przekroczeniu Odry (Zachodniej) linia przebiegałaby w miejscu obecnego torowiska tramwajowego, gdzie przewidywano stacje Parnica, Port Centralny, Gdańska, Basen Górniczy, Port Barkowy, Lotnisko, Zdroje, Klęskowo II, Klęskowo I. Dalszy przebieg jest oznaczony jako „przewidywana rozbudowa” i posiada stacje Słoneczna, Słoneczna II, Góry Bukowe, Płonia i Śmierdnica.
Ponadto koncepcja zakładała odgałęzienie od stacji Warszewo II przez Warszewo III, Osów, Las Arkoński, Stoki, Niemierzyn, Łękno, Pogodno, Osiedle Przyjaźni, Turzyn, Plac Kościuszki do Dworca Głównego, gdzie linia łączyłaby się z główną linią SKM.
Zakładano prędkość 90 km/h, oraz częstotliwość kursowania co 30 minut. Częściowo na podstawie tej koncepcji opracowano później projekt Szczecińskiego Szybkiego Tramwaju.

### Lata 2012–2023
12 grudnia 2012 r., podczas Konferencji Naukowo-Technicznej „Rozwój infrastruktury kolejowej w województwie zachodniopomorskim 2012”, zespół autorski szczecińskiego oddziału SITK RP (Stowarzyszenie Inżynierów i Techników Komunikacji RP) w składzie: Józef Jastrzębski, Krystian Pietrzak, Maciej Sochanowski, zaprezentował dokument pn. „Koncepcja Szczecińskiej Kolei Metropolitalnej”.
W 2013 roku Stowarzyszenie Szczecińskiego Obszaru Metropolitalnego złożyło wniosek o dofinansowanie w Konkursie dotacji na działania wspierające jednostki samorządu terytorialnego w zakresie planowania współpracy w ramach miejskich obszarów funkcjonalnych (edycja 2) zorganizowanego przez Ministerstwo Rozwoju Regionalnego w ramach Programu Operacyjnego Pomoc Techniczna 2007-2013. Projekt pod nazwą Strategia Zintegrowanych Inwestycji Terytorialnych. Wzmacnianie obszaru funkcjonalnego poprzez integrację transportu publicznego na obszarze Szczecińskiego Obszaru Metropolitalnego zdobył drugie miejsce w konkursie i uzyskał dofinansowanie w wysokości 2 215 710,00 zł. W ramach projektu założone zostały opracowania do wykonania:
- Strategia Zintegrowanych Inwestycji Terytorialnych Szczecińskiego Obszaru Metropolitalnego,
- Pogłębiona diagnoza Szczecińskiego Obszaru Metropolitalnego (materiał badawczy),
- Zintegrowana Strategia Transportu Publicznego SOM na lata 2014–2020,
- Studium wykonalności Integracji organizacyjnej, taryfowej i biletowej w SOM,
- Studium wykonalności Szczecińskiej Kolei Metropolitalnej[12].

17 września 2014 roku Stowarzyszenie Szczecińskiego Obszaru Metropolitalnego podpisało umowę na wykonanie opracowanie m.in. studium wykonywalności dla projektu „Budowy Szczecińskiej Kolei Metropolitarnej”. Sieć SKM składałaby się z 4 linii łączących Szczecin z Policami, Goleniowem, Stargardem i Gryfinem. 27 maja 2015 udostępniono gotowe studium wykonywalności. Uruchomienie systemu kolei metropolitalnej w Szczecinie planowane był na rok 2021. Szacuje się, że koszty uruchomienia SKM wyniosą od 580 mln do 780 mln zł.
W roku 2016 Stowarzyszenie Szczecińskiego Obszaru Metropolitalnego przystąpiło do aktualizacji Studium wykonalności SKM celem dostosowania dokumentacji przedprojektowej na potrzeby złożenia wniosku o dofinansowanie dla projektu w konkursie w ramach Programu Operacyjnego Infrastruktura i Środowisko 2014−2020. Stowarzyszenie SOM zostało koordynatorem działań, natomiast chęć przystąpienia do realizacji projektu wyraziły Zarząd Województwa Zachodniopomorskiego, Gmina Miasto Szczecin, Gmina Miasto Stargard, Gmina Goleniów, Gmina Gryfino, Gmina Kobylanka, Gmina Police, Gmina Stargard oraz zarządca infrastruktury kolejowej – spółka PKP Polskie Linie Kolejowe S.A. Formalna wola współpracy zostanie potwierdzona podpisaniem umowy partnerstwa. Zaktualizowane studium wykonalności zakładało uruchomienie przewozów na sieci kolei metropolitalnej w 2022 roku.
21 listopada 2016 roku Centrum Unijnych Projektów Transportowych ogłosiło nabór w trybie konkursowym wniosków o dofinansowanie w ramach Osi Priorytetowej V – Rozwój transportu kolejowego w Polsce Działanie 5.2. – Rozwój transportu kolejowego poza TEN-T, przeznaczonego dla projektów infrastrukturalnych dotyczących kolei miejskich z terminem naboru do dnia 28 lipca 2017 roku.
12 marca 2018 roku ogłoszono, że projekt Szczecińskiej Kolei Metropolitalnej uzyskał unijne dofinansowanie w wysokości 85% wartości projektu. Pod koniec kwietnia PKP PLK rozstrzygnęła przetarg na modernizację linii kolejowej nr 406 oraz fragmentów linii nr 273, 351, 401. W przetargu zwyciężyła firma Trakcja PRKIiI, która zobowiązała się do zrealizowania projektu w ciągu 25 miesięcy. 9 maja 2018 roku w siedzibie zachodniopomorskiego Urzędu Wojewódzkiego podpisana została umowa potwierdzająca przyznanie projektowi Szczecińskiej Kolei Metropolitalnej dofinansowania w wysokości 512 mln zł. Rozpoczęcie pierwszych prac budowlanych zaplanowano na rok 2019.
W kwietniu 2019 r. Stowarzyszenie Szczecińskiego Obszaru Metropolitalnego przedstawiło sieć planowanych połączeń Szczecińskiej Kolei Metropolitalnej wraz z rozmieszczeniem planowanych przystanków. Pod koniec tego samego miesiąca na stację w Policach dostarczono pierwsze wagony z szynami przeznaczonymi do modernizacji linii kolejowej nr 406.
W grudniu 2020 r. Urząd Marszałkowski Województwa Zachodniopomorskiego podpisał ze spółką Polregio umowę na świadczenie w latach 2021–2030 przewozów kolejowych na terenie województwa, w tym systemu Szczecińskiej Kolei Metropolitalnej.

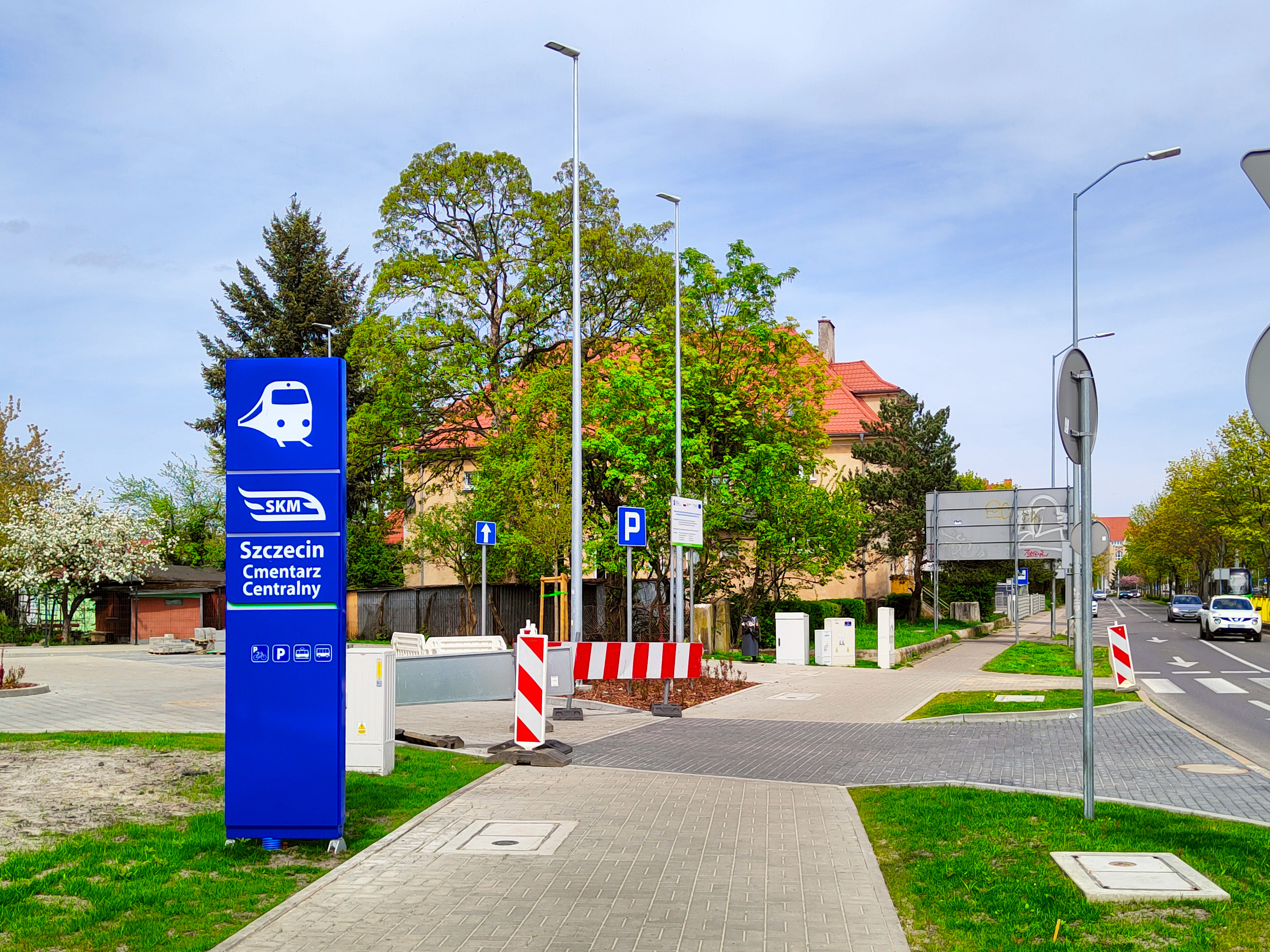
Parking typu Park&Ride przy przyszłej stacji SKM Szczecin Cmentarz Centralny

W związku z notowanym od 2019 opóźnieniem w realizacji inwestycji terminy zakończenia prac remontowych zostały przesunięte: do końca 2023 roku miały zostać zrealizowane linie do Gryfina, Goleniowa i Stargardu, z wyjątkiem stacji w Dąbiu i przystanku w Zdrojach. Natomiast prace na linii ze Szczecina Głównego do Polic miały zakończyć się do połowy 2025 roku.
I etap systemu, obejmujący połączenia między Szczecinem Głównym a Goleniowem, Stargardem i Gryficami, uruchomiono 10 marca 2024 r. II etap systemu, tj. wydłużenie połączeń do stacji Szczecin Niebuszewo i linii do stacji w Policach, mają ostatecznie nastąpić na przełomie lat 2025 i 2026.

## Linie
10 grudnia 2023 r. planowane było uruchomienie następujących linii. Ostatecznie 10 marca 2024 r. uruchomiono dodatkowe pary pociągów na wymienionych relacjach, jednak oznaczenia S1, S2 i S3 mają się pojawić na pociągach i rozkładach jazdy dopiero po uruchomieniu linii do Polic.
| Linia | Trasa                                                        |
| ----- | ------------------------------------------------------------ |
| S1    | Szczecin Główny ↔ Stargard                                   |
| S2    | Szczecin Główny ↔ Goleniów (Port Lotniczy Szczecin Goleniów) |
| S3    | Szczecin Główny ↔ Gryfino                                    |

Aktualny plan z 2022 r. obejmuje uruchomienie linii:: Pociągi mają zacząć kursować na przełomie 2025 i 2026 roku.
| Linia | Trasa |
| ----- | --- |
| (1)   | Szczecin Główny ↔ Police Szczecin Pomorzany – Szczecin Cmentarz Centralny – Szczecin Turzyn – Szczecin Pogodno – Szczecin Łękno – Szczecin Niemierzyn – Szczecin Niebuszewo – Szczecin Drzetowo – Szczecin Żelechowa – Szczecin Golęcino – Szczecin Gocław – Szczecin Stołczyn – Szczecin Stołczyn Północny – Szczecin Skolwin – Szczecin Skolwin Północny – Police Dąbrówka           |
| (2)   | Szczecin Niebuszewo ↔ Gryfino Szczecin Niemierzyn – Szczecin Łękno – Szczecin Pogodno – Szczecin Turzyn – Szczecin Cmentarz Centralny – Szczecin Pomorzany – Szczecin Główny – Szczecin Łasztownia – Szczecin Port Centralny – Szczecin Podjuchy – Szczecin Żydowce – Daleszewo – Czepino                                                                                              |
| (3)   | Szczecin Niebuszewo ↔ Stargard Szczecin Niemierzyn – Szczecin Łękno – Szczecin Pogodno – Szczecin Turzyn – Szczecin Cmentarz Centralny – Szczecin Pomorzany – Szczecin Główny – Szczecin Łasztownia – Szczecin Port Centralny – Szczecin Zdroje – Szczecin Dąbie – Szczecin Dunikowo – Szczecin Zdunowo – Reptowo – Miedwiecko – Grzędzice                                             |
| (4)   | Szczecin Niebuszewo ↔ Goleniów (Port Lotniczy Szczecin Goleniów) Szczecin Niemierzyn – Szczecin Łękno – Szczecin Pogodno – Szczecin Turzyn – Szczecin Cmentarz Centralny – Szczecin Pomorzany – Szczecin Główny – Szczecin Łasztownia – Szczecin Port Centralny – Szczecin Zdroje – Szczecin Dąbie – Szczecin Trzebusz – Szczecin Załom – Kliniska – Rurka – Goleniów Park Przemysłowy |